# Просвітська сільська рада
Просві́тська сільська рада (рос. Просветский сельский совет) — сільське поселення у складі Кетовського району Курганської області Росії.
Адміністративний центр — село Просвіт.
Населення сільського поселення становить 3328 осіб (2017; 3165 у 2010, 1904 у 2002).

## Склад
До складу сільського поселення входять:
| Населений пункт        | Населення, осіб (2002) | Населення, осіб (2010) |
| ---------------------- | ---------------------- | ---------------------- |
| Казарма 338 км, селище | 20                     | 16                     |
| Просвіт, село          | 1884                   | 3149                   |